# Aethes confinis
Aethes confinis es una especie de polilla del género Aethes, categorizada en la tribu Cochylini, de la subfamilia Tortricinae.

## Distribución
Se distribuye por Asia.

## Taxonomía
Fue descrita por Razowski en 1974 y publicada en (Aethes), Polskie Pismo Ent. 44: 733.